# Захі Хавасс
Захі Хавасс (араб. زاهى حواس; нар. 28 травня 1947, Дум'ят, Єгипет) — єгипетський археолог і історик Стародавнього Єгипту. Колишній генеральний секретар Вищої ради зі старожитностей Єгипту. Також займається активною популяризацією історії та культури Стародавнього Єгипту за допомогою телевізійних документальних серіалів.
У 1968 році Хавасс був спрямований помічником директора розкопок в Гермополіс (сучасне Ель-Ашмунейн), а в 1969 році єгипетське міністерство старожитностей призначило його інспектором з розкопок в Маллаві, Туна Ель-Габалі та Есне, а також інспектором італійської експедиції на розкопки Антінополіса і американської експедиції на розкопках Абідоса. Один з об'єктів на тих розкопках розташовувався в пустелі, далеко від населених місць, і Хавасс навіть подумував про те, щоб кинути кар'єру археолога і стати дипломатом, однак все-таки залишився вірним цій професії.
Під час Революції в Єгипті (2011) колеги вимагали відставки Хавасса за тісні зв'язки з режимом Хосні Мубарака і передбачувані факти корупції. В березні 2011 року подав у відставку, мотивуючи неможливістю підтримання відповідальності за збереження давньоєгипетських старожитностей в умовах революції в Єгипті і звинуваченнями в пропажі експонатів